# PocketBook
PocketBook International – międzynarodowa korporacja produkująca pod marką PocketBook czytniki książek elektronicznych z ekranem wykonanym w technologii E Ink (papier elektroniczny).
Firma została założona w 2007 roku w Kijowie. Jej siedziba od 2012 roku mieści się w Lugano (Szwajcaria).

## Rozwój i produkcja
Urządzenia są składane w Foxconn, Wisky, Yitoa i innych fabrykach.

## Sprzedaż według krajów
Produkty firmy są sprzedawane w 50 krajach na całym świecie – w całej Europie, w krajach Wspólnoty Niepodległych Państw, na terenie Stanów Zjednoczonych Ameryki Północnej, w Australii, Izraelu, a także w Nowej Zelandii. PocketBook sprzedaje w tych krajach rocznie około 500 tys. czytników.

## Historia
| Data | Wydarzenie |
| ---- | --- |
| 2007 | Powstanie firmy i rozpoczęcie prac nad pierwszym czytnikiem – PocketBook 301 |
| 2009 | Wprowadzenie na rynek drugiego modelu o nazwie PocketBook 360° PocketBook 302 Cookie – pierwszy na świecie czytnik książek elektronicznych z obsługą bezprzewodowej łączności Bluetooth. |
| 2010 | PocketBook IQ 701 – multimedialny czytnik książek elektronicznych z systemem operacyjnym Android. Wprowadzenie na rynek urządzeń PocketBook Pro 602 i PocketBook Pro 902. |
| 2011 | PocketBook wprowadza pierwsze na świecie czytniki z zestawem bezprzewodowych interfejsów podobnym jak w smartfonach (Bluetooth, Wi-Fi oraz 3G) – PocketBook Pro 603 i 903. Rynkowa premiera czytnika PocketBook 360 Plus – unowocześnionej wersji modelu PocketBook 360 z obsługą Wi-Fi i mocniejszą architekturą. Rozpoczęcie produkcji urządzeń PocketBook na specjalnie zaprojektowanej linii w fabryce Foxconn. Wprowadzenie na rynek urządzenia PocketBook A 10″ – tabletu z systemem operacyjnym Android 2.3.5, zaprezentowanego po raz pierwszy na targach IFA 2011 (Berlin, Niemcy). Premiera rynkowa urządzenia PocketBook Basic 611 – czytnik książek elektronicznych, który stał się jednym z dziesięciu najpopularniejszych i najczęściej polecanych czytników we francuskiej sieci sklepów Pixmania, według informacji z 2011 roku. Rozpoczęcie sprzedaży czytników PocketBook w Polsce.                                                                                              |
| 2012 | Wprowadzenie na rynek czytnika PocketBook A 7″ – multimedialnego urządzenia z systemem Android 2.3.7. Premiera rynkowa czytnika PocketBook Touch – czytnika książek elektronicznych z wieloczujnikowym dotykowym ekranem E-Ink Pearl o rozmiarze 6 cali. Prezentacja dwóch nowych urządzeń na międzynarodowych targach IFA w Berlinie: PocketBook Basic New – ulepszonej wersji PocketBook Basic 611 oraz PocketBook SURFpad – tabletu z systemem Android 4.0.4, który był jednym z pierwszych urządzeń z fabrycznie zainstalowaną aplikacją sklepową Yandex.Store. |
| 2013 | Prezentacja nowej linii produktów wysokiej klasy: PocketBook Colour Lux – pierwszego na świecie czytnika książek elektronicznych z kolorowym wyświetlaczem E-Ink i wbudowanym podświetleniem; PocketBook Touch Lux – czytnika książek elektronicznych z wyświetlaczem Pearl HD i przednim podświetleniem oraz PocketBook SURFpad 2 – urządzenia multimedialnego z systemem Android 4.0.4; Premiera PocketBook Mini – nowego 5-calowego cienkiego i kompaktowego czytnika z wyświetlaczem E-Ink; Prezentacja dwóch nowych urządzeń na międzynarodowych targach IFA 2013 w Berlinie: PocketBook CoverReader – przeznaczonej dla smartfonów pierwszej składanej okładki z ekranem E Ink; PocketBook Basic Touch – czytnika z wyświetlaczem E Ink i dotykową warstwą „Film touch” Przedstawienie podczas międzynarodowej wystawy Autodesk University nowego urządzenia przeznaczonego dla architektów – PocketBook CAD Reader z wyświetlaczem EPD E Ink Fina. Czytnik do tej pory ma status vaporware. |
| 2014 | Dalszy rozwój działalności firmy na rynkach europejskich oraz rozpoczęcie sprzedaży urządzeń na terenie krajów Beneluksu. W marcu poinformowano o pierwszym na świecie wodo- i kurzoodpornym czytniku z wyświetlaczem E Ink – PocketBook Aqua; dwa miesiące później zaprezentowany został PocketBook Ultra – pierwsze masowej produkcji tego typu urządzenie z wbudowanym aparatem. W tym samym roku pojawiły się także takie przełomowe produkty, jak PocketBook InkPad z 8-calowym wyświetlaczem oraz PocketBook Sense z inteligentnym przednim podświetleniem. Udział w Warszawskich Targach Książki i prezentacja najnowszych czytników i rozwiązań. Polsce firma PocketBook zostaje Sponsorem Konkursów Edukacyjnych organizowanych przez Zamek Królewski na Wawelu. Rozpoczęcie współpracy z Targami Książki w Krakowie. |
| 2015 | Prezentacja PocketBook Digital – kompleksowego rozwiązania dla firm działających na rynku e-czytania. Jeden z kluczowych elementów platformy: PocketBook Cloud oferuje możliwość bezpiecznego i wygodnego czytania „w chmurze” oraz wirtualnego przechowywania plików. Podczas Targów IFA oraz Warszawskich Targów Książki można było zobaczyć debiutujący sztandarowy model z szeroką ofertą funkcjonalności – PocketBook Touch Lux 3 |
| 2016 | Czytnik PocketBook o przekątnej wyświetlacza 13,3 cala zdobywcą Red Dot Award: Product Design 2016. Zwycięzców wyłaniało 41 ekspertów, wybierając spośród 5200 produktów i innowacji z całego świata. Prezentacja wiodących modeli: bestsellera PocketBook Touch Lux 3 w modnej wersji kolorystycznej Ruby Red, PocketBook InkPad 2 oraz PocketBook Touch HD – czytnika z wyświetlaczem E Ink Carta™ o rozdzielczości HD, przednim podświetleniem i obsługą plików dźwiękowych. Dla modeli PocketBook Touch Lux 3 oraz Touch Lux 2 zostaje opracowana w Polsce aktualizacja oprogramowania umożliwiająca korzystanie z abonamentu Legimi. |
| 2017 | Podczas dorocznej konferencji DISTREE po raz drugi przyznano firmie PocketBook nagrodę DISTREE Diamonds Award 2017 w kategorii „Rozrywka domowa” (Home Entertainment & Appliances). Na rynku pojawia się nowa wersja wodoodpornego czytnika PocketBook Aqua 2 – modelu z oznaczeniem IP57 odpornego na działanie wody i szkodliwe działanie pyłu, który może być na pół godziny zanurzony w wodzie o metrowej głębokości. PocketBook wspiera ogólnopolską, szeroko zakrojoną akcję e-czytelniczą Czytaj PL i włącza się w działania promocyjne. |
| 2018 | Wprowadzenie czytnika PocketBook InkPad 3 z ekranem o przekątnej 7,8 cala oraz funkcją SMARTlight, umożliwiającej dostosowanie jasności i barwy przedniego podświetlenia. Rozpoczęcie współpracy z Biblioteką Sopocką; pierwsze plenerowe e-czytelnicze wydarzenie w Polsce podczas Literackiego Sopotu |
| 2019 | Oferta poszerzona o czytnik PocketBook InkPad X z wyświetlaczem E-Ink Mobius o przekątnej 10,3 cala oraz o sześciocalowy flagowy model PocketBook Touch HD 3 z podświetleniem SMARTlight i ochroną przed działaniem wody HZO o normie IPX7Kapituła międzynarodowego konkursu honoruje modele PocketBook Touch Lux 4 oraz PocketBook Touch HD 3 nagrodą Red Dot Design Award. |
| 2020 | Klienci w Austrii, Niemczech i Szwajcarii zyskują dostęp do markowej księgarni online www.pocketbook.de. Księgarnia pojawia się również jako preinstalowana aplikacja na czytnikach wprowadzanych do sprzedaży. Na wiosnę producent prezentuje PocketBook Color, który jest pierwszym w masowej produkcji czytnikiem z kolorowym wyświetlaczem E Ink Kaleido. PocketBook udostępnia aktualizację oprogramowania dla swoich czytników wraz z aplikacją Empik Go. |
| 2021 | Do portfolio czytników z kolorowym wyświetlaczem firma dołącza PocketBook InkPad Color. Tym razem jest to nowy E Ink Kaleido (Kaleido Plus) o przekątnej 7,8 cala. PocketBook kończy współpracę z Biblioteką Sopocką i podpisuje roczną umowę z kolejną placówką: Wojewódzką i Miejską Biblioteką Publiczną im. Cypriana Norwida w Zielonej Górze. Producent opracowuje na zlecenie firmy Empik czytnik Empik Go Book (designed by PocketBook). |
| 2022 | PocketBook wprowadza na rynek model PocketBook Era z wyświetlaczem E Ink Carta 1200 (300 DPI) i obsługą plików dźwiękowych. Producent zapowiada także czytnik PocketBook Viva, w którym, jako pierwszym, ma zostać wykorzystany wyświetlacz E Ink Gallery 3. W obszarze promocji treści cyfrowych firma łączy swoje siły z Fundacją Depozyt Biblioteczny. |
| 2023 | Kolejny czytnik marki PocketBook - PocketBook Era - zdobywa prestiżowe wyróżnienie Red Dot Design Awards. Do grona modeli z wyświetlaczem o przekątnej 7,8 dołącza PocketBook InkPad 4 - kolejny z technologią E Ink Carta 1200 i wbudowanym głośnikiem. Kolejnym czytnikiem wprowadzonym do sprzedaży jest PocketBook InkPad Color 2 z wyświetlaczem w ulepszonej technologii E Ink Kaleido Plus. |

## Najnowsze wyróżnienia
| Urządzenie                                               | Wyróżnienie         | Nominacja                                                         | Kraj\rok       |
| -------------------------------------------------------- | ------------------- | ----------------------------------------------------------------- | -------------- |
| PocketBook Pro 912, Basic 611, Touch                     | Pixmania            | 10 najlepiej sprzedających się produktów w sklepie Pixmania       | Francja (2012) |
| PocketBook Touch                                         | Computer Bild       | Najlepszy czytnik książek elektronicznych w Europie               | Niemcy (2012)  |
| PocketBook A10                                           | Red Dot 2012 Award  | Najlepszy projekt                                                 | Niemcy (2012)  |
| PocketBook Touch                                         | Tablet PC           | Zwycięzca testu nowych czytników z wyświetlaczem wieloczujnikowym | Niemcy (2012)  |
| PocketBook Touch, PocketBook Basic, PocketBook Basic New | PC Format           | Zwycięzca w kategorii czytników książek elektronicznych           | Polska (2012)  |
| PocketBook Touch Lux                                     | allesebook.de       | Najlepszy czytnik z wyświetlaczem E-Ink                           | Niemcy (2013)  |
| PocketBook Touch Lux                                     | Tablet PC           | Najlepszy czytnik z wyświetlaczem E-Ink                           | Niemcy (2013)  |
| PocketBook Touch Lux 2                                   | Red Dot 2014 Award  | Najlepszy projekt                                                 | Niemcy (2014)  |
| PocketBook Reader Flex                                   | Red Dot 2016 Award  | Najlepszy projekt                                                 | Niemcy (2016)  |
| PocketBook Touch HD 3, PocketBook Touch Lux 4            | Red Dot 2019 Awards | Najlepsze projekty                                                | Niemcy (2019)  |
| PocketBook Touch Lux 5, PocketBook Color                 | Komputer Świat      | Rekomendacja Redakcji                                             | Polska (2020)  |
| PocketBook InkPad Color                                  | Komputer Świat      | Rekomendacja Redakcji                                             | Polska (2021)  |
| PocketBook Era                                           | Red Dot 2023 Award  | Najlepszy projekt                                                 | Niemcy (2023)  |